# Andrzej Rosiewicz
Andrzej Wacław Rosiewicz (ur. 1 czerwca 1944 w Warszawie) – polski piosenkarz estradowy, gitarzysta, tancerz, satyryk, kompozytor i choreograf.
Najpopularniejsze jego przeboje: „Najwięcej witaminy”, „Czy czuje pani cha-chę”, „Zenek blues”, „Chłopcy radarowcy”, „Wincenty Kalemba” (znana jako „Pieśń o zachodnich bankierach” lub „Graj cyganie graj”) oraz „Czterdzieści lat minęło...” z czołówki serialu Czterdziestolatek (1975). Za czasów „Solidarności” wykonał na I Przeglądzie Piosenki Prawdziwej "Zakazane Piosenki w Hali widowiskowo-sportowej Olivia w Gdańsku-Oliwie „Propagandę sukcesu”, identyfikowaną jako głos antykomunistycznej opozycji.

## Życiorys

### Wczesne lata
Urodził się i dorastał w Warszawie, gdzie w 1962 ukończył naukę w VI Liceum Ogólnokształcącym im. Tadeusza Reytana. Został mistrzem warszawskich szkół średnich w skoku wzwyż i skoku w dal, poza tym grywał w szkolnym klubie piłkarskim. Następnie ukończył studia na Wydziale Melioracji Wodnych SGGW. Równocześnie uczęszczał przez pięć lat do szkoły muzycznej na śpiew solowy, a swoje umiejętności prezentował m.in. w Klubie Studenckim Politechniki Warszawskiej „Stodoła”.

### Kariera w czasach PRL
Karierę estradową rozpoczął w 1953, dołączając do Zespołu Pieśni i Tańca „Dzieci Warszawy”, do którego należał do 1964. W okresie studiów w latach 60. występował w warszawskich klubach jazzowych i restauracjach. Między 1963 a 1965 rokiem udzielał się w zespole Pesymiści. W latach 1967–1968 należał do formacji jazzowej Old Timers. W 1971, 1974 i 1977 wystąpił na festiwalu Jazz Jamboree. W 1972 za wykonanie utworu „Samba wanna blues” otrzymał nagrodę Komitetu ds. Radia i Telewizji na 10. Krajowym Festiwalu Piosenki Polskiej w Opolu. Piosenka była pierwszym efektem jego współpracy z Asocjacją Hagaw. Z zespołem wystąpił w 1976 na 14. KFPP w Opolu, na którym otrzymał nagrodę dla estradowej osobowość roku.
W 1978 rozpoczął karierę solową. W latach 70. i na początku lat 80. został jednym z najpopularniejszych polskich piosenkarzy i artystów estradowych. Wylansował przeboje: „Najwięcej witaminy”, „Czy czuje pani cha-chę”, „Zakochany bałwan”, „Żaba story”, „Zenek blues”, poza tym wykonywał też piosenki, których nie nadawano w radiu i telewizji (np. „Usta Mariana”, „W Lubartowie”). Po powstaniu „Solidarności” nagrał piosenki „Chłopcy radarowcy” i „Pytasz mnie”, a także utwory: „Propaganda sukcesu”, „Chcemy prawdy”, „Książeczka wojskowa” i „Wincenty Kalemba” (znana jako „Pieśń o zachodnich bankierach”/„Graj cyganie graj”), które wówczas były dostępne jedynie na kasetach nagranych amatorsko na koncertach, np. na I Przeglądzie Piosenki Prawdziwej "Zakazane Piosenki w Hali widowiskowo-sportowej Olivia w Gdańsku-Oliwie. W 1980 za wykonanie utworu „Najwięcej witaminy” otrzymał nagrodę za wygraną w konkursie „Premier” na 18. KFPP w Opolu. W tym okresie jego twórczość była utożsamiana z etosem pierwszej „Solidarności” i stanem wojennym, czyli okresem, w którym jego piosenki identyfikowane były jako głos antykomunistycznej opozycji.
W 1974 zaśpiewał piosenkę „Czterdzieści lat minęło...” z czołówki serialu Czterdziestolatek, w 1988 – piosenkę Andrzeja Korzyńskiego „Halo ptaki” do filmu Pan Kleks w kosmosie, a w 1993 – utwór „Dwadzieścia lat minęło...” w serialu Czterdziestolatek. 20 lat później. Występował na Festiwalu Piosenki Radzieckiej w Zielonej Górze.
W 1986 zorganizował w Teatrze Muzycznym w Gdyni koncert dedykowany Lechowi Wałęsie, z którym przyjaźnił się w latach 80. 12 lipca 1988 na dziedzińcu wawelskim w Krakowie zaśpiewał w obecności Michaiła Gorbaczowa pieśń o pierestrojce „Wieje wiosna ze wschodu” (popularnie określana jako „Michaił, Michaił” z uwagi na słowa Michaił, Michail. Eta piesnia dla Tiebia).

### Kariera po 1989
Na początku lat 90. próbował wrócić na scenę muzyczną, tworząc utwory w gatunku disco polo, m.in. piosenki „Poleczka Pałeczka” i „Disko Rżysko”. W 1993 napisał piosenkę „Telefon z Belwederu”  o przyczynach zerwania przyjaźni z Lechem Wałęsą; w refrenie śpiewa: „Porwał go wielki świat, porwał historii wiatr. Dlaczego? Dlaczego? Przecież zawsze można być kolegą. Przyjaźń uczucie to święte, tylko czasem bywa się prezydentem”.

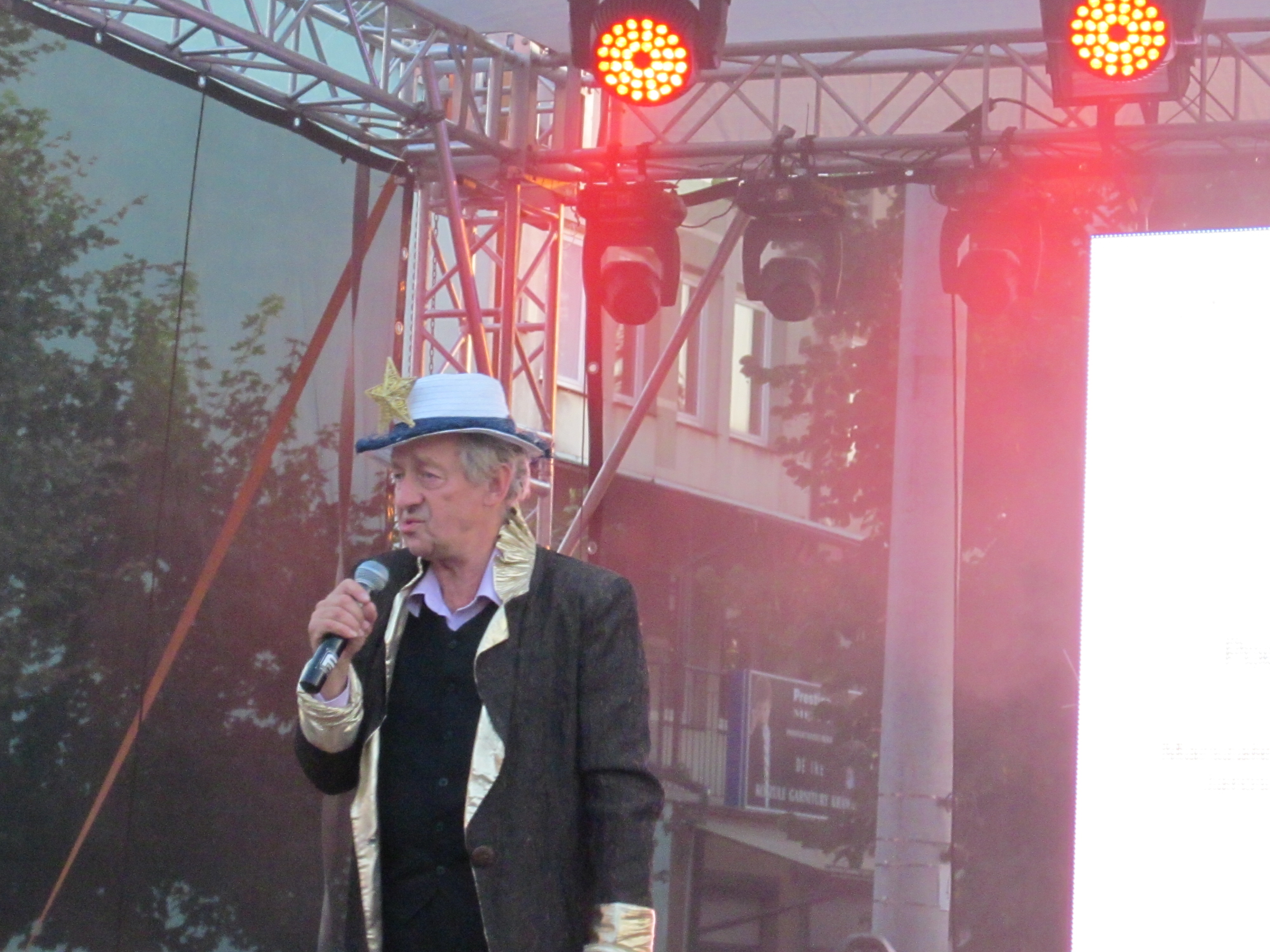
Rosiewicz (2012)

W pierwszych utworach nagrywanych po 2000 śpiewał o sukcesach sportowców, takich jak: Adam Małysz, Jerzy Dudek czy Otylia Jędrzejczak.
Tworzy piosenki religijne i satyryczne (m.in. o bieżących wydarzeniach politycznych w Polsce, a także o miłości do ojczyzny) dla Radia Maryja i Telewizji Trwam. W 2003 nagrał piosenkę „Mamo, ja chcę do Iraku”, w której krytycznie wypowiedział się o wyjeździe polskich żołnierzy do Iraku.
W 2003 został członkiem Unii Polityki Realnej, z listy której w 2004 wystartował w wyborach do Parlamentu Europejskiego. UPR nie przekroczyła progu wyborczego. Następnie współpracował z Prawem i Sprawiedliwością, dla którego skomponował kilka piosenek chwalących rządy tej partii (m.in. „Wystarczą cztery Ziobra i Polska będzie dobra”), a następnie wykonał je na zjazdach partyjnych PiS przed wyborami do Sejmu RP w 2005 i 2007.
W sierpniu 2007 z okazji 28. rocznicy Sierpnia 80 nagrał dla mediów założonych przez o. Tadeusza Rydzyka piosenkę „Jak Gwiazda w noc czarną”, swoiste podziękowanie Andrzejowi Gwiaździe i Annie Walentynowicz za ich zasługi w obaleniu komunizmu. W tym samym roku nagrał piosenkę „Wystarczą cztery Tuski, no i porządek pruski”, w której wyśmiał rząd premiera Donalda Tuska. W październiku 2008 wydał album pt. Orła mi żal, na którym umieścił m.in. piosenkę „Zostań z nami” o Janie Pawle II i „Barack naszym przyjacielem jest, bo w jego żyłach płynie polska krew” o Baracku Obamie. Przed wyborami do Parlamentu Europejskiego w 2009 nagrał piosenkę „Eurowybory”, która ukazuje w krzywym zwierciadle kampanię wyborczą i pracę europosłów.
25 czerwca 2009 TVP1 wyemitowała specjalne wydanie programu Jaka to melodia?, w którym Rosiewicz zagrał i otrzymał medal im. Fryderyka Chopina za 40 lat kariery solowej. Tego samego dnia TVP2 wyemitowała wydanie Szansy na sukces z piosenkami Rosiewicza.
W czerwcu 2010 nagrał piosenkę „Najważniejsza jest Polska”, na której oparto spot wyborczy Jarosława Kaczyńskiego w kampanii prezydenckiej emitowany w Telewizji Trwam. Utwór po raz pierwszy wykonał publicznie w lipcu 2010 podczas koncertu w Suwałkach. W następnym miesiącu nagrał estradową wersję tej piosenki – „Zgoda na Polskę”, którą wydał na albumie A gdy się naród obudzi z 2012.
W 2014 był kandydatem w wyborach do Sejmiku Województwa Mazowieckiego z listy Mazowieckiej Wspólnoty Samorządowej, która nie uzyskała mandatów.

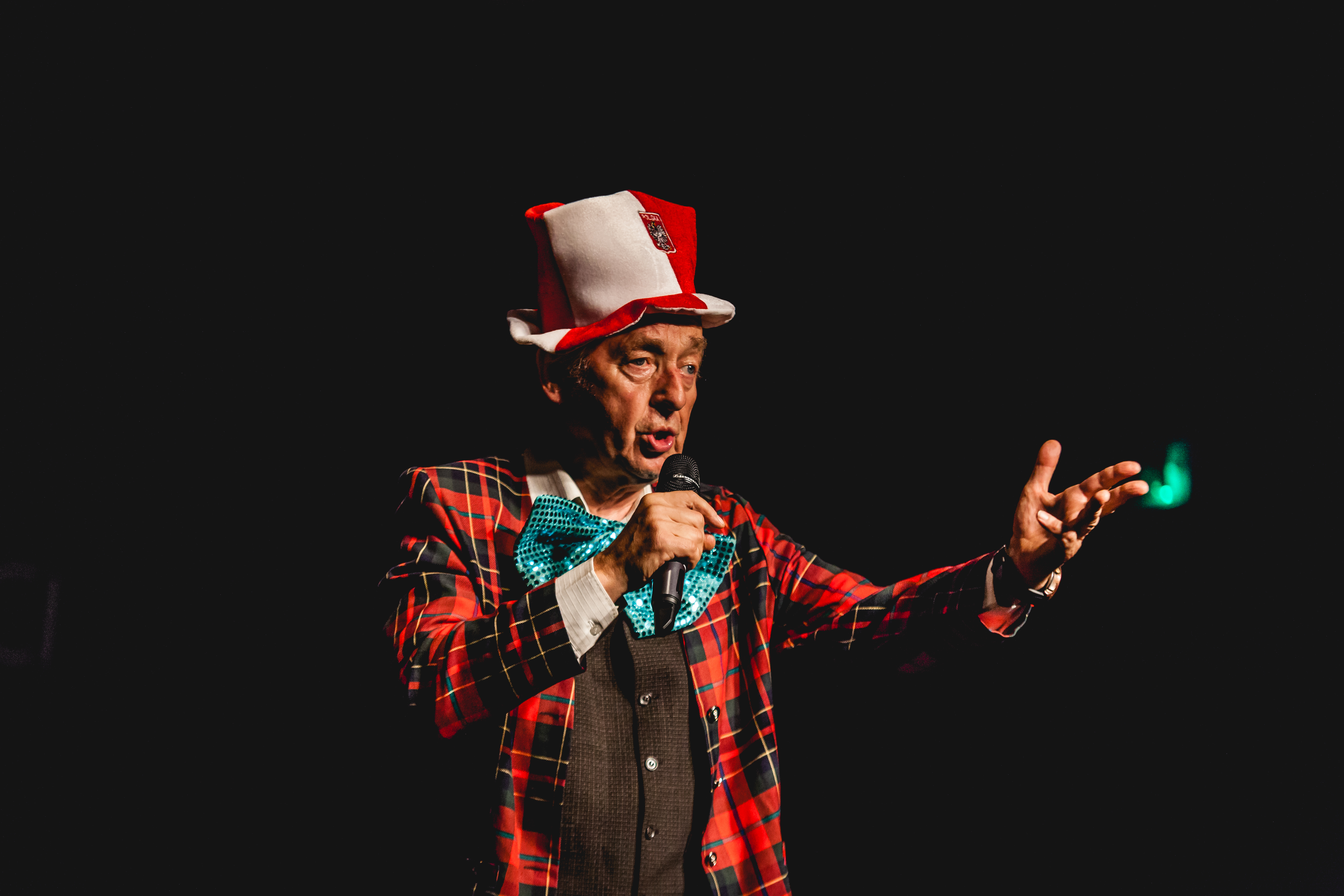
Rosiewicz (2016)

W 2019 został zarejestrowany jako kandydat komitetu Polska Fair Play Roberta Gwiazdowskiego w wyborach do Parlamentu Europejskiego. Komitet nie przekroczył progu wyborczego, a Rosiewicz nie uzyskał mandatu.
26 grudnia 2022 TVP2 premierowo nadała benefis artysty Rewia Gwiazd: Andrzej Rosiewicz, którym piosenkarz zapoczątkował świętowanie 70-lecia kariery artystycznej. W tym samym roku wystąpił jako gość honorowy w jednym z charytatywnych odcinków programu Jaka to melodia?.

## Nagrody i wyróżnienia
- Był czterokrotnie laureatem Krajowego Festiwalu Piosenki Polskiej w Opolu.
  - W 1972 otrzymał nagrodę za piosenkę „Samba wanna blues”,
  - w 1975 otrzymał nagrodę specjalną,
  - w 1976 za piosenkę „Zenek blues”, a
  - w 1980 za piosenkę „Najwięcej witaminy”.

- W 1979 otrzymał Srebrny Krzyż Zasługi[22].

- W 2000 otrzymał Krzyż Kawalerski Orderu Odrodzenia Polski[23].

- W 2010 otrzymał od redakcji programu Jaka to melodia? medal im. Fryderyka Chopina za 40 lat indywidualnej kariery estradowej.

- W 2015 został odznaczony przez ministra kultury i dziedzictwa narodowego Srebrnym Medalem „Zasłużony Kulturze Gloria Artis”[24].

## Życie prywatne
Podczas wyborów Miss Rzeszowszczyzny poznał Iwonę, którą poślubił w 1997. Mają syna Jędrzeja oraz bliźniaki – Irenę i Adama.

## Wybrana dyskografia
- „UFO” – „Żniwo”
- Asocjacja Hagaw i A. Rosiewicz
- Ach jak przyjemnie... i inne piosenki
- A. Rosiewicz: Dobry interes
- SPPT Chałturnik i A. Rosiewicz
- Rosiewicz '97
- Cossack’s Songs by Andrzej and His Friends
- Tyson, Golota, blondynki i ja
- Godzina z Andrzejem Rosiewiczem